# タイムライン (dpsの曲)
「タイムライン」は、日本のロックバンド・dpsの1作目のシングル。2018年11月7日に発売された。

## 概要
GIZA studioへの移籍後初の作品であり、メジャーデビューシングル。また初の全国流通盤でもある。
初回限定盤と名探偵コナン盤、通常盤の3形態で発売された。初回限定盤のCDジャケットはフォトブック仕様パッケージで、名探偵コナン盤は描き下ろしアニメ絵柄ジャケットとなっている。また、収録曲が異なっている。

## 収録曲
1. タイムライン
作詞 - 安井剛志 / 作曲 - 川村篤史 / 編曲 - 森丘直樹
メッセージ性の強い、疾走感溢れるハードロックナンバー。
読売テレビ・日本テレビ系アニメ『名探偵コナン』のオープニングテーマに起用された[1][2]。制作した数曲のなかでタイアップ先の制作サイドが気に入ってオープニングに選ばれた。
歌詞は当初、安井が被害を受けた実体験による歩きスマホをテーマに世界情勢をはらんだ内容だったが、アニメのストーリーや世界観に寄り添わせて一部は書き換えられている[3]。
楽曲としては川村が音楽プロデューサーの長戸大幸から吉田拓郎の魅力を教授され頂いたという『たくろうLIVE'73』からインスピレーションを受けている。マイナー・コードのフォークを意識してアコースティック・ギターで制作された[3]。
2. さよなら愛しい日々よ
作詞 - 安井剛志 / 作曲 - 川村篤史 / 編曲 - 森丘直樹
2018年現在、dps史上最速のテンポで繰り出されるヘヴィメタル色の強い楽曲。2018年9月17日に堂島リバーフォーラムで開催された『DFT presents 音都 ON TO 〜NEO ROCK from KANSAI〜』の1曲目で初披露された[3][注 1]。
歌詞のイメージは失恋だが、周りの目を気にせず前向きにいこうというメッセージが込められている[3]。
3. タイムライン (Instrumental)
作曲 - 川村篤史 / 編曲 - 森丘直樹
表題曲のインストゥルメンタル。初回限定盤と通常盤のみ収録されている。
4. タイムライン (TV Edit)
作詞 - 安井剛志 / 作曲 - 川村篤史 / 編曲 - 森丘直樹
表題曲のタイアップ先で使用されたバージョン。名探偵コナン盤のみ収録された。

## 参加ミュージシャン
- dps
  - 木村涼介 - Vocal
  - 森丘直樹 - Guitar、Chorus
  - 安井剛志 - Bass、Chorus
  - 川村篤史 - Drums、Chorus

## タイアップ
- 読売テレビ・日本テレビ系アニメ『名探偵コナン』オープニングテーマ (#1)